# Xico (Mexico)
Xico is een stad binnen de agglomeratie Mexico-Stad, in de deelstaat Mexico. Xico heeft 331.321 inwoners (census 2005) en is de hoofdplaats van de gemeente Valle de Chalco Solidaridad. Aangrenzende plaatsen zijn Los Reyes La Paz, Ixtapaluca en Chalco.
Op de plaats waar tegenwoordig Xico is, was vroeger het Meer van Xico.